# Neoceratitis cyanescens
Neoceratitis cyanescens är en tvåvingeart som först beskrevs av Mario Bezzi 1923.  Neoceratitis cyanescens ingår i släktet Neoceratitis och familjen borrflugor. Inga underarter finns listade i Catalogue of Life.